# Александър Вучич
Александър Вучич (на сръбски: Александар Вучић) е сръбски политик, настоящ президент на Сърбия от 2017 г.

## Биография
Александър Вучич е роден в Белград в семейството на Анджелко и Ангелина Вучич. Има по-малък брат – Андрей Вучич.
Бащините му предци са дошли от Чипулич, близо до Бугойно, в централна Босна. Те са изгонени от хърватските усташи по време на Втората световна война и се заселили близо до Белград, където се е родил баща му. Според Вучич дядо му по бащина линия, Анджелко, и десетки други близки роднини са били убити от усташи.
Домовете на неговите роднини са унищожени по време на босненската война. Майка му е родена в Бечей Войводина. И двамата му родители са завършили икономика. Баща му е икономист, а майка му – журналист.
Вучич израства в Нови Белград. Завършва основно училище „Бранко Радичевич“, а по-късно и гимназия в Земун. Следва в Юридическия факултет на Университета в Белград.
Изучава английски език в Брайтън, Англия. Известно време работи като търговец в Лондон. След завръщането си в Югославия работи като журналист в Пале, Босна и Херцеговина. Там той интервюира политика Радован Караджич. Дори веднъж играе шах с генерал Ратко Младич.
Като младеж Вучич е  фен на футболния клуб Цървена звезда, често  посещава мачовете на Цървена звезда. Включително и срещата между Динамо Загреб и Цървена звезда на 13 май 1990 г., която се превръща в огромен бунт. 

## Политическа кариера
Вучич е лидер на Сръбската прогресивна партия. Той е служил като министър на информацията от 1998 до 2000 и по-късно като министър на отбраната 2012 – 2013, както и като първия вицепремиер 2012 – 2014. Бил е министър-председател от 2014 до 2017. От 2017 до днес е президент. Първият му мандат приключва на 4 април 2022, когато започва вторият му мандат.
Си Дзинпин, Роберт Фицо и Александър Вучич се появяват до Владимир Путин на военния парад в Москва за Деня на победата 9 май 2025 г.

## Признание

### Почетни докторати
| Дата | Университет                                           | Бележки |
| ---- | ----------------------------------------------------- | ------- |
| 2017 | Московски държавен институт по международни отношения | [ 6 ]   |
| 2018 | Азърбайджански университет за езиково обучение        | [ 7 ]   |